# Fabio Van den Bossche
Fabio Van den Bossche (Gante, 21 de septiembre de 2000) es un deportista belga que compite en ciclismo en las modalidades de pista y ruta.
Participó en los Juegos Olímpicos de París 2024, obteniendo una medalla de bronce en la prueba de ómnium.
Ganó cuatro medallas en el Campeonato Mundial de Ciclismo en Pista entre los años 2022 y 2024, y tres medallas en el Campeonato Europeo de Ciclismo en Pista entre los años 2021 y 2024.

## Medallero internacional
| Juegos Olímpicos   | Juegos Olímpicos         | Juegos Olímpicos  | Juegos Olímpicos |
| Año                | Lugar                    | Medalla           | Competición      |
| ------------------ | ------------------------ | ----------------- | ---------------- |
| 2024               | París (Francia)          | Medalla de bronce | Ómnium           |
| Campeonato Mundial |                          |                   |                  |
| Año                | Lugar                    | Medalla           | Competición      |
| 2022               | Saint-Quentin (Francia)  | Medalla de bronce | Puntuación       |
| 2022               | Saint-Quentin (Francia)  | Medalla de bronce | Madison          |
| 2023               | Glasgow (Reino Unido)    | Medalla de bronce | Puntuación       |
| 2024               | Ballerup (Dinamarca)     | Medalla de plata  | Madison          |
| Campeonato Europeo |                          |                   |                  |
| Año                | Lugar                    | Medalla           | Competición      |
| 2021               | Grenchen (Suiza)         | Medalla de plata  | Ómnium           |
| 2022               | Múnich (Alemania)        | Medalla de bronce | Madison          |
| 2024               | Apeldoorn (Países Bajos) | Medalla de bronce | Ómnium           |

## Resultados en Grandes Vueltas
| Carrera | Carrera         | 2020 | 2021 | 2022 | 2023 | 2024  | 2025  |
| ------- | --------------- | ---- | ---- | ---- | ---- | ----- | ----- |
|         | Giro de Italia  | —    | —    | —    | —    | 107.º | 100.º |
|         | Tour de Francia | —    | —    | —    | —    | —     | —     |
|         | Vuelta a España | —    | —    | —    | —    | —     | —     |

| —: No participó | Ab: Abandono |